# Alina Grabovsky
Alina Grabovsky (* 24. August 1987 in Kiew, Ukrainische SSR als Alina Nosow) ist eine deutsche Bildende Künstlerin ukrainisch-jüdischer Herkunft. Sie lebt und arbeitet in Wien.

## Leben und Wirken
Die in Kiew geborene Alina Grabovsky emigrierte 1991 mit ihrer Familie unter dem Status Jüdischer Kontingentflüchtling nach Deutschland. Sie studierte zwischen 2010 und 2016 an der Staatlichen Akademie der Bildenden Künste Karlsruhe und der Akademie der bildenden Künste Wien und schloss ihr Studium als Meisterschülerin bei Marcel van Eeden ab. Seit 2020 lebt und arbeitet sie in Wien.

## Werk
Die (zumeist großformatigen) Bilder von Alina Grabovsky zeichnen sich durch einen fluiden Charakter aus, der keine klare Grenze zwischen abstrakter Fläche und figürlichen Elementen erkennen lässt. Dabei findet man selten vollständige oder unbeschädigte Figuren. Meistens sind es nur Teile eines menschlichen Körpers, angedeutete Posen oder Szenen. Manches davon verweist auf Alltag, Freizeit oder Erotik, ganz werden die Figuren/Szenen jedoch nie enthüllt. Durch einen expressiven Duktus und provokante Farbgebung werden die in diesen Bildern angelegten Spannungsverhältnisse zusätzlich verstärkt.
Der Begriff Uncanny Valley stammt aus dem Bereich der Robotik und beschreibt ein Akzeptanz-Paradoxon, demzufolge eine zunehmende Anthropomorphisierung künstlicher Kreaturen von Menschen zunächst akzeptiert, ab einem gewissen Grad der Ähnlichkeit jedoch abgelehnt wird. Alina Grabovsky nutzt diesen Begriff, um einen theoretischen Rahmen aufzuspannen, innerhalb dessen u. a. Fragen nach Selbst – und Fremdzuschreibungen, Ausschlüssen oder Vorurteilen gestellt werden können. Mit Wolkenkuckucksheim werden von der Künstlerin räumliche Inszenierungen angesprochen, bei denen oft unvereinbare Raumkonzepte in einem Bild nebeneinander stehen. Diese dienen Grabovsky dazu, Heterotopien einzufangen, jene „tatsächlich realisierten Utopien, in denen die wirklichen Plätze innerhalb der Kultur gleichzeitig repräsentiert, bestritten und gewendet sind, gewissermaßen Orte außerhalb aller Orte, wiewohl sie tatsächlich geortet werden können.“ (Michel Foucault)
ArtFacts.Net, das die globalen Verkaufsdaten von Künstlern auswertet, stufte Alina Grabovsky (geboren 1987 in Kiew/Ukraine als Alina Nosow) im Jahr 2025 im globalen Ranking unter den ersten 22.500 und deutschlandweit unter den ersten 2.600 ein.
2023 folge ein Kunstankauf für die Sammlung der Stadt Wien.
2023 wurde sie für den Strabag Art Award nominiert.
2024 lebte und arbeitete sie in New York City und erhielt ein Stipendium vom Bundesministerium für Wohnen, Kunst, Kultur, Medien und Sport.

## Preise und Stipendien
- 2010–2016: Stipendiatin des Ernst Ludwig Ehrlich Studienwerks, Berlin[10]
- 2011: Lions Art, Stipendium und Ausstellung im Mannheimer Kunstverein[11]
- 2020: Kunstpreis Kunstverein Centre Bagatelle Berlin[12][13][14]
- 2021: Kunstpreis Women X-treme Art Prize Berlin[15][16]
- 2024: Stipendium des Bundesministerium für Kunst, Kultur, öffentlichen Dienst und Sport[5]

## Ausstellungen (Auswahl)

### Einzelausstellungen
- 2024: On My Knees, Picture Theory Gallery, New York City[17]
- 2025: Unstable Conditions, Heckenhauer Galerie, München[6][18]
- 2025: Pieces From A New York Dance Floor, Barvinskyi Galerie, Wien[19]
- 2025: Trans:Form, Bildraum 7, Wien[2]

### Gruppenausstellungen
- 2011 Lions Art, Mannheimer Kunstverein,[11]
- 2012 Pfalzpreis für Bildende Kunst 2012, Museum Pfalzgalerie Kaiserslautern[20][21]
- 2016 Meisterschülerausstellung der Staatlichen Akademie der Bildenden Künste Karlsruhe, Mannheimer Kunstverein[3]
- 2021 Kunstsalon, Galerie der Künstler, München[22]
- 2023 Über das Neue-Wiener Szenen und darüber hinaus, Museum Belvedere 21, Wien[23][24]
- 2024 Vienna Art Week, Wien[25][26]
- 2024 Earth and Ether, Thierry Goldberg Gallery, New York City[27]
- 2024 House Of Confluence:Far And Near, Residency Unlimited, New York City[28][29]
- 2024 A Suitcase, Picture Theory New York[30]
- 2025 Back to Athens, Cheapart, Athen[31]
- 2025 Painting Vibes 1, MLZ Art Dep, Triest[32]
- 2025 Eagles Fly Free, Kunstraum am Schauplatz, Wien[33]